# Volkswagen Concept A

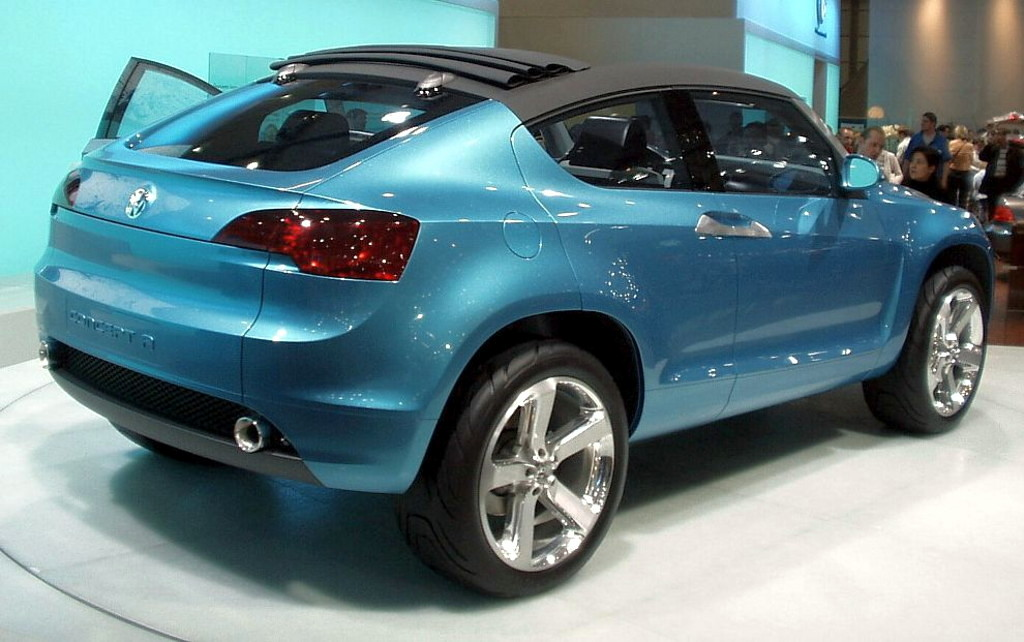

Concept A é um conceito de automóvel SUV desenvolvido pela Volkswagen, baseado na plataforma do Volkswagen Golf. Sabe-se que este conceito foi produzido no âmbito do "Projeto Marrakesh", um projeto da Volkswagen para desenvolver seu primeiro utilitário esportivo compacto.